# Chirodisca eximia
Chirodisca eximia är en insektsart som först beskrevs av Stsl 1859.  Chirodisca eximia ingår i släktet Chirodisca och familjen Caliscelidae. Inga underarter finns listade i Catalogue of Life.